# Vicente Rosales y Rosales
José Vicente Rosales y Rosales (Jucuapa, 6 de noviembre de 1894 - San Salvador, 2 de septiembre de 1980) fue un poeta y periodista salvadoreño. Su formación fue autodidacta.

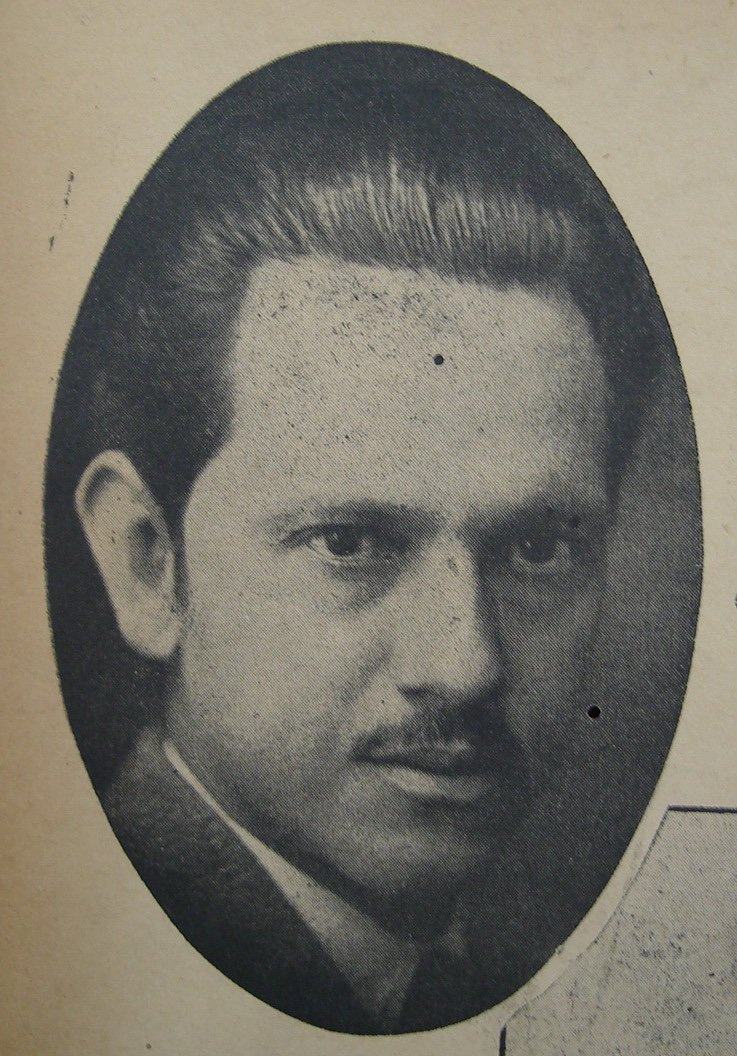
Fue galardonado como hijo meritísimo de su ciudad natal. Recibió homenajes de la Dirección General de Bellas Artes (1957), y un reconocimiento por parte de la Universidad de El Salvador (1964). Falleció en la ciudad de San Salvador el 2 de septiembre de 1980.

Empezó su trabajo periodístico en el Diario del Salvador y en 1921 fue jefe de redacción de El Día. Asimismo trabajó como redactor de La Prensa y colaboró en las revistas La Universidad, Síntesis y Vida Universitaria. Laboró también como oficial mayor del Ministerio de Relaciones Exteriores. 
Fue galardonado como hijo meritísimo de su ciudad natal. Recibió homenajes de la Dirección General de Bellas Artes (1957), y un reconocimiento por parte de la Universidad de El Salvador (1964).
Según David Escobar Galindo : 

…vivió enteramente para la pasión poética, siendo uno de los últimos representantes de la figura del poeta bohemio, de clara estirpe romántica…es de los más importantes precursores de la nueva poesía – entre vanguardista , social y existencial- en El Salvador.

## Obra
- Sirenas cautivas, poesía, México, 1918.
- El bosque de Apolo, poesía, San Salvador, 1929.
- Euterpologio politonal, poesía, San Salvador, 1938.
- Pascuas de oro, poesía, San Salvador, 1947.